# Port lotniczy Alor Setar-Sułtan Abdul Halim
Port lotniczy Alor Setar-Sułtan Abdul Halim (IATA: AOR, ICAO: WMKA) – port lotniczy położony w Alor Setar, w stanie Kedah, w Malezji.